# Sipyloidea dolorosa
Sipyloidea dolorosa är en insektsart som beskrevs av Ludwig Redtenbacher 1908. Sipyloidea dolorosa ingår i släktet Sipyloidea och familjen Diapheromeridae. Inga underarter finns listade i Catalogue of Life.